# Neozygina hondurensis
Neozygina hondurensis är en insektsart som beskrevs av Dietrich och Dmitry A. Dmitriev 2007. Neozygina hondurensis ingår i släktet Neozygina och familjen dvärgstritar.
Artens utbredningsområde är Honduras. Inga underarter finns listade i Catalogue of Life.